# Milcho Angelov
Milcho Angelov Angelov (Bulgaars : Милчо Ангелов Ангелов) (Irechekovo, 2 januari 1995) is een Bulgaars voetballer die voorkeur speelt als een aanvaller. Hij speelt nu bij FC Brașov in Roemenië.

## Loopbaan
Angelov trad in 2009 toe met jeugd team van Chernomorets Burgas.
Hij maakte zijn debuut op 23 november 2012 op een 17-jarige leeftijd. Hij scoorde twee doelpunten in een 5-0 overwinning op Spartak Pleven in de Bulgaars beker. Op 16 januari 2013 tekende Angelov zijn eerste profcontract.
Op 10 maart 2013 maakte hij zijn A PFG (Bulgaars voetbalcompetitie) debuut en hij moest spelen tegen CSKA Sofia.
Angelov won een Bulgaarse voetbalbeker in 2017-18.

## Erelijst

### Slavia Sofia
- Bulgaarse voetbalbeker (1) : 2017-2018